# Andrzej Fedorowicz (aktor)
Andrzej Fedorowicz (ur. 21 stycznia 1942 w Krakowie) – polski aktor teatralny i filmowy i dubbingowy. Absolwent PWST w Krakowie (1964).

## Kariera teatralna
- 1964–1966: Teatr Polski w Bielsku-Białej
- 1966–1970: Teatr Polski w Warszawie
- 1970–1975: Teatr Rozmaitości w Warszawie
- 1975–1982: Teatr Kwadrat w Warszawie
- 1982–1984: Teatr na Woli w Warszawie

## Filmografia
- 1965: Zawsze w niedziele – kolarz na podium „Niedziela trzecia”
- 1972: Poślizg – „Fedor”, pielęgniarz w izbie wytrzeźwień
- 1973: Ciemna rzeka – zastępca prokuratora
- 1975: Dyrektorzy – majster Henio
- 1975: Dźwig – przesłuchiwany znajomy Mańki
- 1976: Brunet wieczorową porą – pan Jurek, właściciel warsztatu samochodowego
- 1978: Co mi zrobisz, jak mnie złapiesz – Mrugała, pracownik ambasady w Paryżu
- 1978: Rodzina Leśniewskich – asystent reżysera (odc. 3)
- 1979: Skradziona kolekcja – pracownik warsztatu samochodowego
- 1979: Sherlock Holmes i doktor Watson (serial 1979–1980) – sędzia
- 1980: Miś – kierowca przy produkcji filmu „Ostatnia paróweczka hrabiego Barry Kenta”
- 1980: Dom – Polo
- 1983: Alternatywy 4 – zastępca szefa Stowarzyszenia „Grunwald”
- 1988: Chichot Pana Boga – dziennikarz telewizyjny Tom Cogen
- 1989: Modrzejewska – dziennikarz
- 1989: Kapitał, czyli jak zrobić pieniądze w Polsce – mężczyzna na przyjęciu
- 1991: Tak tak – mąż Krystyny
- 1992: Wszystko co najważniejsze... – oficer NKWD
- 1993: Człowiek z... – SB-ek ze złamaną nogą
- 1999: Lokatorzy (serial 1999–2005) – dyrektor w Zakładzie Oczyszczania Miasta
- 1999: Na dobre i na złe (serial 1999-) – pan Ludwik
- 2009: Popiełuszko. Wolność jest w nas – aktor
- 2009: Popiełuszko. Wolność jest w nas (miniserial 2009−2013) – aktor

## Polski dubbing
- 1977: Bernard i Bianka – Luke
- 2001: Atlantyda. Zaginiony ląd – Jedidiah Allardyce „Cookie” Farnsworth
- 2003: Atlantyda. Powrót Milo – Cookie
- 2003: Mój brat niedźwiedź – Baran 2
- 2003: Gdzie jest Nemo? – Tępy
- 2004: Rogate ranczo – Hiob
- 2006: Bambi II – Jeżozwierz